# قديم تجيكو

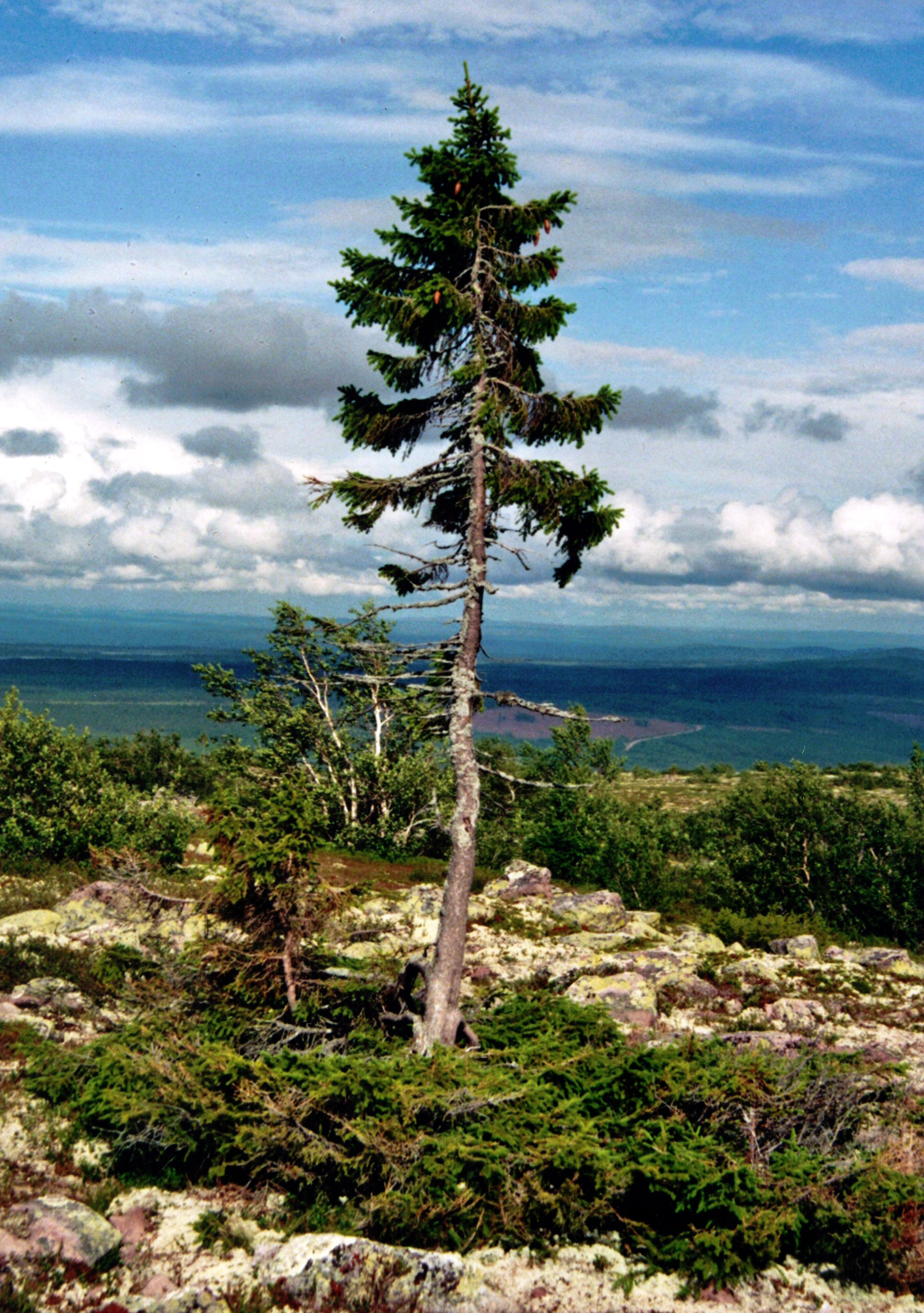
قديم تجيكو

قديم تجيكو هي شجرة تنوب نرويجية عمرها 9550 عامًا، وتقع على جبل فولوفجاليت في مقاطعة دالارنا في السويد. اكتسبت تجيكو القديمة شهرة في الأصل باعتبارها أقدم شجرة في العالم. تم التعرف على تجيكو القديمة على أنها أقدم تنوب شوحي وثالث أقدم شجرة استنساخ معروفة.
تم تحديد عمر الشجرة من خلال التأريخ بالكربون المشع لمواد نباتية متطابقة وراثيًا تم جمعها من تحت الشجرة، حيث قد يتسبب علم تحديد أعمار الأشجار في حدوث ضرر. يقدر عمر الجذع نفسه ببضع مئات من السنين فقط، لكن النبات بقي على قيد الحياة لفترة أطول بسبب عملية تعرف باسم الترقيد (عندما يتلامس فرع مع الأرض، فإنه ينبت جذرًا جديدًا)، أو الاكثار الخضري (عندما يموت الجذع ولكن نظام الجذر لا يزال على قيد الحياة، فقد ينبت جذعًا جديدًا).

## الاكتشاف والتفاصيل
يقدر عمر نظام جذر قديم تجيكو بـ 9562 عامًا، مما يجعلها أقدم شجرة تنوب نرويجية معروفة في العالم. يبلغ ارتفاعه 5 أمتار (16 قدمًا) ويقع على جبل فولوفجاليت في مقاطعة دالارنا في السويد. منذ آلاف السنين، ظهرت الشجرة في شكل شجيرة متقزمة (تُعرف أيضًا بتكوين كرومهولز) بسبب الظروف القاسية للبيئة التي تعيش فيها. أثناء ارتفاع درجة حرارة القرن العشرين، نبتت الشجرة في شكل شجرة طبيعي. عزا الرجل الذي اكتشف الشجرة، ليف كولمان (أستاذ جغرافيا الطبيعة بجامعة أوميا)، طفرة النمو هذه إلى الاحتباس الحراري وأطلق على الشجرة اسم «قديم تجيكو» بعد كلبه الراحل.
لقد نجت الشجرة لفترة طويلة بسبب الاكثار الخضري. الشجرة المرئية صغيرة نسبيًا، لكنها جزء من نظام جذر أقدم يعود تاريخه إلى آلاف السنين. قد يموت جذع الشجرة وينمو عدة مرات، لكن نظام جذر الشجرة يظل سليماً وينبت بدوره جذعاً آخر. قد يعيش الجذع لنحو 600 عام فقط، وعندما يموت جذع آخر ينمو في نهاية المطاف في مكانه. أيضًا، في كل شتاء، قد يدفع الثلج الكثيف أغصان الشجرة المنخفضة إلى مستوى الأرض، حيث تتجذر وتعيش لتنمو مرة أخرى في العام المقبل في عملية تُعرف باسم الترقيد. يحدث التصفيف عندما يتلامس فرع الشجرة مع الأرض، وتنبت جذور جديدة من نقطة الاتصال.
ومن المعروف أن الأشجار الأخرى، مثل سيكويا دائمة الخضرة وعفص مطوي، تتكاثر عن طريق الترقيد. تم تحديد عمر الشجرة من خلال التأريخ بالكربون المشع، والذي وجد جذورًا تعود إلى 375 و5660 و9000 و9550 عامًا. التأريخ الكربوني ليس دقيقًا بما يكفي لتحديد السنة التي نبتت فيها الشجرة من البذور؛ ولكن بالنظر إلى العمر المقدر، من المفترض أن تكون الشجرة قد نبتت حوالي 7550 قبل الميلاد. للمقارنة، اختراع الكتابة (وبالتالي، بداية التاريخ المسجل) لم يحدث حتى حوالي 4000 قبل الميلاد. وجد الباحثون مجموعة من حوالي 20 شجرة تنوب في نفس المنطقة، يزيد عمرها عن 8000 عام.

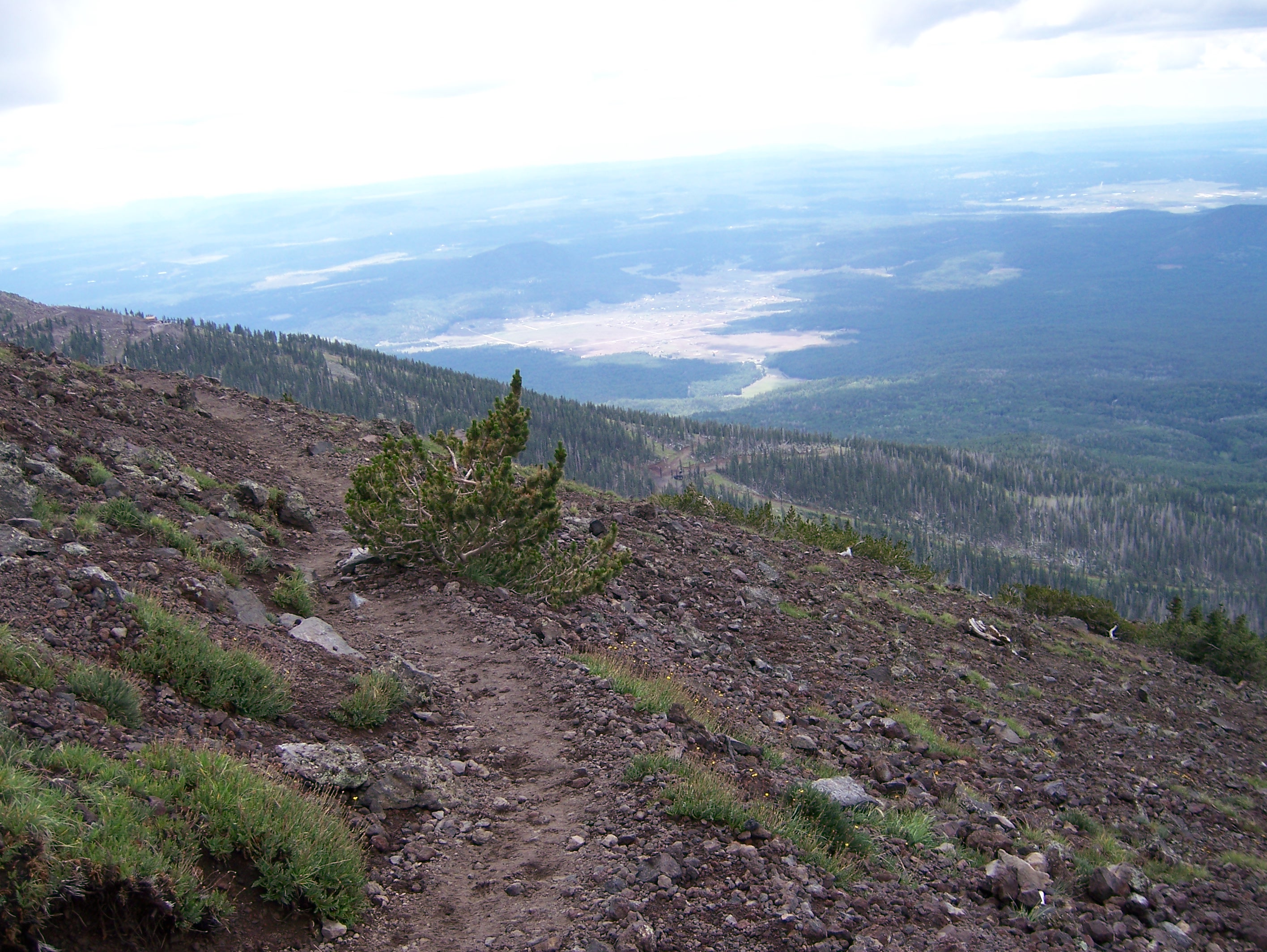
مثال على شجرة متوقفة تظهر تشكيل كرومهولز

يقترب العمر التقديري لـقديم تجيكو من الحد الأقصى الممكن لهذه المنطقة، حيث إن انحسار الغطاء الجليدي الأخير من العصر الجليدي تجمد فايسلي أطلق فقط جبل فولوفجاليت منذ حوالي 10000 عام.
نظرت سلطات حماية الطبيعة في وضع سياج حول الشجرة لحمايتها من المخربين المحتملين أو صائدي الجوائز.

## التمكن من
الجولات المصحوبة بمرشدين، محجوزة مسبقًا فقط، تأخذ السائحين إلى الشجرة في الصيف.